# Баевка (Калининградская область)
Баевка — посёлок в Гурьевском городском округе Калининградской области. Входит в состав Добринского сельского поселения.

## Население
| 2002 | 2010 |
| ---- | ---- |
| 78   | ↗112 |

## История
В 1910 году в Куйкайме проживало 164 человека, в 1933 году — 180 человек, в 1939 году — 164 человека.
В 1946 году Куйкайм был переименован в Баевку.